# ボン・ベートーヴェン管弦楽団
ボン・ベートーヴェン交響楽団（ドイツ語: Beethoven Orchester Bonn）はノルトライン・ヴェストファーレン州ボンを本拠地とするドイツのオーケストラ。1907年にプロのオーケストラが設立されたのが始まりである。ボン出身のルートヴィヒ・ヴァン・ベートーヴェンにちなんで名付けられたこのオーケストラの本拠地は、ベートーヴェンハレである。

## 歴史
このオーケストラは1907年、ボン市がコブレンツのコブレンツ・フィルハーモニー管弦楽団とその楽長との間で、ボンでの活動のための契約を結んだのが始まりである。 1794年に選帝侯の宮廷楽団が解散して以来、ボンでは初めてのプロのオーケストラであった。 最初はボン市立管弦楽団（Städtisches Orchester Bonn）、1963年からはボン・ベートーヴェンハレ管弦楽団（Orchester der Beethovenhalle Bonn）、2003年からはボン・ベートーヴェン交響楽団に改称された。
第一次世界大戦中、本拠地である旧ベートーヴェンハレがラザレットを兼ねていた事もあり、多くの楽員が採用されるなど、オーケストラは苦戦した。1916年4月に解散し、1920年に再結成された。第二次世界大戦中には、空爆でホールが損傷した。1959年には新たなベートーヴェンハレが開場した。
2007年9月21日、ボン・ベートーヴェン音楽祭の一環として、カルステン・ギュンダーマンの交響曲「夕方の大地」の初演、ベートーヴェンの交響曲第1番、ギドン・クレーメルをソリストに迎えてエドワード・エルガーのヴァイオリン協奏曲を演奏し、オーケストラ創立100周年を祝った。 歌劇場内では、その歴史にちなんだ展示会が開催された。
2017年現在、約100名の楽員を擁し、ボン歌劇場では初演を含む毎年約115回の公演、ボンでは40回のコンサート（主にベートーヴェンハレでのコンサート）、ドイツ国内外での演奏旅行などを行っている。2008年から2016年までシュテファン・ブルニエが音楽監督を務めた。2016-2017年シーズンはクリストフ・ペリックが暫定的に同楽団の音楽監督を務めた。 2016年2月にはディルク・カフタンが2017年8月から5年間の契約での同楽団の次期音楽監督に指名された。2020年9月、ボン市はディルク・カフタンの音楽監督としての契約を2027年まで延長する事を発表した。
2021年には国連より気候変動大使に任命された。また、ディアナ・ダムラウ、デイヴィッド・ギャレット、スコーピオンズなど音楽界のトップスターと共にヨーロッパ文化賞を受賞した。
2023年現在、本拠地であるベートーヴェンハレは長期改修工事中の為、主にボン歌劇場で演奏会を行っている。
なお、東京藝術大学出身で後年同校教授として活躍した岡山潔は、1971年から1984年までコンサートマスターを務めた。

## 客演指揮者
1907年には、リヒャルト・シュトラウスがボンで自作を指揮した。 
1914年のミッテルライン音楽祭では、マックス・レーガー、フリッツ・ブッシュ、マックス・ブルッフが招かれた。
その他にも、パウル・ヒンデミット、ハンス・プフィッツナー、エーリッヒ・クライバー、ヨーゼフ・カイルベルト、カール・ベーム、ルドルフ・ケンペ、セルジュ・チェリビダッケ、ギュンター・ヴァント、マルコム・サージェント、クルト・マズアなどの著名な指揮者が名を連ねている。

## 音楽監督
- ヒューゴー・グリュトガーズ (1907–1922)[10]
- マックス・アントン (1922–1930)[10]
- ヘルマン・アーベントロート (暫定 1931–1932)
- グスタフ・クラッセンス (1933–1949)[5][10]
- オットー・フォルクマン (1949–1957)[5][10]
- フォルカー・ヴァンゲンハイム (1957–1978)[5][10]
- ヤン・クレンツ (1979–1982)[10]
- グスタフ・クーン (1983–1985)[10]
- デニス・ラッセル・デイヴィス (1987–1995)[5][10]
- マルク・スーストロ (1995–2003)[5][10]
- ローマン・コフマン (2003–2008)[5][10]
- ステファン・ブルニエ (2008–2016)[7][10]
- クリストフ・ペリック (2016-2017)
- ディルク・カフタン (2017–現在)[7]

## 文献
- Norbert Schloßmacher (ed.): 100 Jahre Beethoven Orchester Bonn. Impressionen aus einem Jahrhundert Orchestergeschichte. Bonn 2007 (ドイツ語)